# Jorge Enrique Alonso
Jorge Enrique Alonso Mantilla  deportivamente conocido como Jorge (Puente Castro, Provincia de León, España, 25 de septiembre de 1960) es un exjugador y actualmente entrenador de fútbol español. Como jugador, desarrolló la mayor parte de su carrera profesional con en el Real Valladolid en la Primera División de España.

## Trayectoria
Con 17 años, ingresó en los juveniles del Real Valladolid, aunque esa misma temporada ya debutó con el primer equipo, por entonces en Segunda División.
La temporada 1979/80 participó en el ansiado regreso del equipo vallisoletano a Primera División, tras 16 ausente de la máxima categoría.
El 20 de febrero del 1982 logró uno de los goles más recordados de su carrera, ya que fue el primero que se marcó en el nuevo estadio José Zorrilla. Fue durante el encuentro de la 23.ª jornada de liga entre el Valladolid y el Athletic Club. Jorge, que había iniciado el partido en el banquillo, saltó al campo en la segunda parte sustituyendo al lesionado Pepín y, a falta de cinco minutos para finalizar el encuentro, marcó el histórico tanto que, además, dio la victoria a su equipo.
La temporada 1983/84 formó parte de un equipo histórico, logrando la Copa de la Liga, el primer título nacional ganado por el Real Valladolid en su historia. Jorge se perdió el partido de ida en el Vicente Calderón, pero fue titular en el decisivo encuentro de vuelta en el Nuevo Zorrilla.
Este éxito le permitió vivir, la siguiente temporada, otro encuentro histórico: el debut europeo del Real Valladolid. Fue el 19 de septiembre de 1984, en el partido de ida de los treintaidosavos de final de la Copa de la UEFA. Jorge jugó los noventa minutos en la victoria pucelana ante el NK Rijeka, aunque finalmente fue el equipo yugoslavo quien pasó la eliminatoria.
En total, Jorge defendió la camiseta blanquivioleta durante siete temporadas en Primera División, en las que acumuló 205 partidos y 52 goles, situándose, tras Coque, como segundo máximo anotador del club en la máxima categoría.
La temporada 1987/88 finalizó su etapa vallisoletana fichando por el CD Logroñés, con el que jugó dos años más en Primera, aunque con menor continuidad que en el club castellano. En total, participó en 47 partidos con los riojanos, marcando un tanto.
El verano de 1989, en la recta final de su carrera, se incorporó a la UD Salamanca, de Segunda División. Jugó tres años en el conjunto charro, uno en el Real Avilés y otro en el Real Ávila antes de colgar las botas.
Tras su retirada, inició su trayectoria como entrenador, primero en el Mirador de Parquesol y posteriormente, cinco años en el juvenil del Real Valladolid. Con el filial del Real Betis, en Tercera División, puso fin a su trayectoria en los banquillos, centrándose en su empresas de explotación aviar.
En 2006, tras varios años alejado del mundo del fútbol, regresó a los banquillos como ayudante de Onésimo Sánchez en el Valladolid B. En febrero de 2010, cuando Onésimo fue encargado de asumir las riendas del primer equipo, Jorge Alonso le acompañó como segundo, continuando en el cargo a pesar del relevo de Onésimo por Javier Clemente, dos meses después.

## Selección nacional
Fue internacional en las categorías inferiores de España: juvenil (cuatro partidos), sub-21 (un partido) y sub-23 (cuatro encuentros).

## Clubes
- INFORMACIÓN:[5].

| Club                      | País          | Año           | Partidos | Goles |
| ------------------------- | ------------- | ------------- | -------- | ----- |
| Real Valladolid Deportivo | España        | 1977-1987     | 307      | 81    |
| C. D. Logroñés            | España        | 1987-1989     | 53       | 3     |
| U. D. Salamanca           | España        | 1989-1992     | 102      | 21    |
| Real Avilés Industrial    | España        | 1992-1993     | 25       | 5     |
| Real Ávila C. F.          | España        | 1993-1994     | 41       | 9     |
| Total carrera             | Total carrera | Total carrera | 528      | 119   |

## Palmarés

### Campeonatos nacionales
| Título             | Club                      | País                | Año     |
| ------------------ | ------------------------- | ------------------- | ------- |
| Copa de la Liga    | Real Valladolid Deportivo | Madrid y Valladolid | 1984    |
| Segunda División B | U. D. Salamanca           | España              | 1991-92 |